# Motyle Polski
Motyle Polski – lista gatunków motyli (Lepidoptera) wykazanych z terenu Polski. Według danych zawartych w Fauna Polski – charakterystyka i wykaz gatunków (tom I, 2004), na terenie Polski wykazano do 2004 roku 3168 gatunków motyli. Co roku opisywane lub stwierdzane są kolejne gatunki.
Występujące w Polsce bielinkowate, modraszkowate, paziowate, powszelatkowate, rusałkowate i wielenowate, tradycyjnie traktowane jako motyle dzienne, opisuje odrębny artykuł:

## Zeugloptera

### Skrzydliniakowate(Micropterigidae)
W Polsce 7 gatunków, w tym:
- Micropterix aruncella
- Micropterix aureatella
- Micropterix aureoviridella
- Micropterix calthella
- Micropterix mansuetella
- Micropterix osthelderi
- Micropterix tunbergella

## Glossata:Dacnonypha

### Plątaczkowate(Eriocraniidae)
W Polsce 7 gatunków, w tym:
- Eriocrania chrysolepidella
- Eriocrania cicatricella
- Eriocrania sangii
- Eriocrania semipurpurella
- Eriocrania sparrmannella
- Eriocrania subpurpurella
- Eriocrania unimaculella

## Glossata:Exoporia

### Niesobkowate(Hepialidae)
W Polsce 6 gatunków, w tym:
- Hepialus humuli – niesobka chmielanka
- Pharmacis carna
- Pharmacis fusconebulosa
- Pharmacis lupulina
- Phymatopus hecta
- Triodia sylvina

## Glossata:motyle różnoskrzydłe(Heteroneura)

### Amphisbatidae
W Polsce stwierdzono 6 gatunków:
- Amphisbatis incongruella
- Lypusa maurella
- Pseudatemelia elsae
- Pseudatemelia flavifrontella
- Pseudatemelia josephinae
- Pseudatemelia subochreella

### Autostichidae
W Polsce stwierdzono 2 gatunki:
- Oegoconia deauratella
- Oegoconia uralskella

### Batrachedridae
W Polsce stwierdzono 2 gatunki:
- Batrachedra pinicolella
- Batrachedra praeangusta

### Bedelliidae
W Polsce tylko 1 gatunek:
- Bedellia somnulentella

### Blastobasidae
W Polsce stwierdzono 4 gatunki:
- Blastobasis phycidella
- Hypatopa binotella
- Hypatopa inunctella
- Hypatopa segnella

### Barczatkowate(Lasiocampidae)
W Polsce 19 gatunków:
- barczatka borówczanka (Phyllodesma ilicifolia)
- barczatka chochołówka (Gastropacha populifolia)
- barczatka dębolistna (Gastropacha quercifolia)
- barczatka dębówka (Lasiocampa quercus)
- barczatka frankońska (Malacosoma franconica)
- barczatka głogowica (Trichiura crataegi)
- barczatka kataks (Eriogaster catax)
- barczatka koniczynówka (Lasiocampa trifolii)
- barczatka malinówka (Macrothylacia rubi)
- barczatka miesięcznica (Cosmotriche lunigera)
- barczatka napójka (Euthrix potatoria)
- barczatka osiczanka (Phyllodesma tremulifolia)
- barczatka osinówka (Poecilocampa populi)
- barczatka pierścieniówka (barczatka pierścienica) (Malacosoma neustria)
- barczatka puchowica (Eriogaster lanestris)
- barczatka rymikola (Eriogaster rimicola)
- barczatka sosnówka (Dendrolimus pini)
- barczatka śliwienica (Odonestes pruni)
- barczatka wilczomleczówka (Malacosoma castrensis)

### Carcinidae
W Polsce tylko 1 gatunek:
- Carcina quercana

### Carposinidae
W Polsce 1 gatunek:
- Carposina berberidella

### Chimabachidae
W Polsce stwierdzono 3 gatunki:
- Dasystoma salicella
- Diurnea fagella
- Diurnea lipsiella

### Choreutidae
W Polsce stwierdzono 6 gatunków:
- Anthophila fabriciana
- Choreutis diana
- Choreutis pariana
- Prochoreutis myllerana
- Prochoreutis sehestediana
- Tebenna bjerkandrella

### Cosmopterigidae
W Polsce stwierdzono 17 gatunków:
- Cosmopterix lienigiella
- Cosmopterix orichalcea
- Cosmopterix schmidiella
- Cosmopterix scribaiella
- Cosmopterix zieglerella
- Eteobalea anonymella
- Eteobalea serratella
- Limnaecia phragmitella
- Pancalia leuwenhoekella
- Pancalia schwarzella
- Pyroderces klimeschi
- Sorhagenia janiszewskae
- Sorhagenia lophyrella
- Sorhagenia rhamniella
- Stagmatophora heydeniella
- Vulcaniella extremella
- Vulcaniella pomposella

### Czuprzykowate(Bucculatricidae)
W Polsce stwierdzono 18 gatunków:
- Bucculatrix absinthii
- Bucculatrix albedinella
- Bucculatrix artemisiella
- Bucculatrix bechsteinella
- Bucculatrix cidarella
- Bucculatrix cristatella
- Bucculatrix demaryella
- Bucculatrix frangutella
- Bucculatrix gnaphaliella
- Bucculatrix humiliella
- Bucculatrix maritima
- Bucculatrix nigricomella
- Bucculatrix noltei
- Bucculatrix ratisbonensis
- Bucculatrix rhamniella
- Bucculatrix thoracella
- Bucculatrix ulmella
- Bucculatrix ulmifoliae

### Depressariidae
W Polsce stwierdzono 66 gatunków:

- Agonopterix alstromeriana
- Agonopterix angelicella
- Agonopterix arenella – płożek chabrowy
- Agonopterix assimilella
- Agonopterix astrantiae
- Agonopterix atomella
- Agonopterix bipunctosa
- Agonopterix capreolella
- Agonopterix carduella
- Agonopterix ciliella
- Agonopterix cnicella
- Agonopterix conterminella
- Agonopterix curvipunctosa
- Agonopterix doronicella
- Agonopterix furvella
- Agonopterix heracliana – płożek marchwiaczek
- Agonopterix hypericella
- Agonopterix kaekeritziana
- Agonopterix laterella
- Agonopterix liturosa
- Agonopterix multiplicella
- Agonopterix nervosa – płożek kminiaczek
- Agonopterix ocellana – płożek wierzbowiec
- Agonopterix pallorella
- Agonopterix parilella
- Agonopterix petasitis
- Agonopterix propinquella
- Agonopterix purpurea
- Agonopterix quadripunctata
- Agonopterix rotundella
- Agonopterix scopariella
- Agonopterix selini
- Agonopterix senecionis
- Agonopterix subpropinquella
- Agonopterix yeatiana
- Depressaria absynthiella
- Depressaria albipunctella
- Depressaria artemisiae
- Depressaria badiella
- Depressaria bupleurella
- Depressaria chaerophylli
- Depressaria daucella
- Depressaria depressana – płożek obłączkowiaczek
- Depressaria douglasella
- Depressaria emeritella
- Depressaria heydenii
- Depressaria hofmanni
- Depressaria libanotidella
- Depressaria olerella
- Depressaria pimpinellae
- Depressaria pulcherrimella
- Depressaria radiella
- Depressaria silesiaca
- Depressaria sordidatella
- Depressaria ultimella
- Exaeretia allisella
- Exaeretia ciniflonella
- Exaeretia mongolicella
- Exaeretia praeustella
- Levipalpus hepatariella
- Luquetia lobella
- Semioscopis avellanella
- Semioscopis oculella
- Semioscopis steinkellneriana
- Semioscopis strigulana
- Telechrysis tripuncta

### Douglasiidae
W Polsce stwierdzono 5 gatunków:
- Klimeschia transversella
- Tinagma anchusella
- Tinagma balteolella
- Tinagma ocnerostomella
- Tinagma perdicella

### Drążelowate(Momphidae)
W Polsce stwierdzono 7 gatunków:
- Mompha bradleyi
- Mompha conturbatella
- Mompha divisella
- Mompha epilobiella
- Mompha idaei
- Mompha lacteella
- Mompha langiella
- Mompha locupletella
- Mompha miscella
- Mompha ochraceella
- Mompha propinquella
- Mompha raschkiella
- Mompha sturnipennella
- Mompha subbistrigella
- Mompha terminella

### Elachistidae
W Polsce stwierdzono:

- Blastodacna atra
- Blastodacna hellerella
- Blastodacna vinolentella
- Chrysoclista lathamella
- Chrysoclista linneella
- Chrysoclista splendida
- Dystebenna stephensi
- Elachista adscitella
- Elachista albidella
- Elachista albifrontella
- Elachista alpinella
- Elachista anserinella
- Elachista apicipunctella
- Elachista argentella
- Elachista atricomella
- Elachista baltica
- Elachista bedellella
- Elachista bifasciella
- Elachista bisulcella
- Elachista canapennella
- Elachista chrysodesmella
- Elachista cinereopunctella
- Elachista cingillella
- Elachista compsa
- Elachista diederichsiella
- Elachista dimicatella
- Elachista dispilella
- Elachista dispunctella
- Elachista elegans
- Elachista eleochariella
- Elachista exactella
- Elachista fasciola
- Elachista festucicolella
- Elachista freyerella
- Elachista gangabella
- Elachista gleichenella
- Elachista griseella
- Elachista herrichii
- Elachista humilis
- Elachista irenae
- Elachista kilmunella
- Elachista luticomella
- Elachista maculicerusella
- Elachista nobilella
- Elachista nolckeni
- Elachista obliquella
- Elachista occidentalis
- Elachista parasella
- Elachista poae
- Elachista pollinariella
- Elachista pomerana
- Elachista pullicomella
- Elachista quadripunctella
- Elachista regificella
- Elachista revinctella
- Elachista rufocinerea
- Elachista serricornis
- Elachista stabilella
- Elachista subalbidella
- Elachista subnigrella
- Elachista subocellea
- Elachista tengstromi
- Elachista trapeziella
- Elachista triatomea
- Elachista triseriatella
- Elachista unifasciella
- Elachista utonella
- Elachista zonulae
- Heinemannia laspeyrella
- Perittia farinella
- Perittia herrichiella
- Perittia obscurepunctella
- Spuleria flavicaput
- Stephensia abbreviatella
- Stephensia brunnichella

### Epermeniidae
W Polsce stwierdzono 13 gatunków:
- Epermenia chaerophyllella
- Epermenia falciformis
- Epermenia illigerela
- Epermenia iniquellus
- Epermenia insecurella
- Epermenia pontificella
- Epermenia profugella
- Epermenia scurella
- Epermenia strictellus
- Ochromolopis ictella
- Phaulernis dentella
- Phaulernis fulviguttella
- Phaulernis statariella

### Ethmiidae
W Polsce stwierdzono 7 gatunków:
- Ethmia bipunctella
- Ethmia dodeceaa
- Ethmia fumidella
- Ethmia pusiella
- Ethmia quadrillella
- Ethmia terminella
- Orophia ferrugella

### Garbatkowate(Notodontidae)
W Polsce występuje 36 gatunków:

- Cerura erminea – widłogonka gronostajka
- Cerura vinula – widłogonka siwica
- Clostera anachoreta – wzjeżka rokitnica
- Clostera anastomosis – wzjeżka wieszczyca
- Clostera curtula – wzjeżka łozówka
- Clostera pigra – wzjeżka wijunica
- Drymonia dodonaea – dąbrówka dodona
- Drymonia obliterata – dąbrówka megalona
- Drymonia querna – dąbrówka dębowa
- Drymonia ruficornis– dąbrówka chaonia
- Drymonia velitaris – dąbrówka harcownica
- Furcula bicuspis – leszczotka dwurożka, widłogonka dwurożka
- Furcula bifida – leszczotka dwojaczka, widłogonka dwojaczka
- Furcula furcula – widłogonka widlica
- Gluphisia crenata – karbica prążkówka, garbatka karbica
- Harpyia milhauseri – wojnica swarożyca
- Leucodonta bicoloria – białoząbka dwubarwica
- Notodonta dromedarius – garbatka dromaderka
- Notodonta torva – garbatka pomianówka
- Notodonta tritophus – garbatka miesięcznica
- Notodonta ziczac – garbatka zygzakówka
- Odontosia carmelita – węgielka karmelitanka
- Odontosia sieversii – węgielka Siewersa
- Peridea anceps – wielica zaczepka, garbatka zaczepka
- Phalera bucephala – narożnica zbrojówka
- Pheosia gnoma – brunatnica grotówka, garbatka brzozówka
- Pheosia tremula – brunatnica koziagłówka, garbatka osinówka
- Pterostoma palpina – dzióbica głaszczkówka
- Ptilodon capucina – wiechetka wielbłądka
- Ptilodon cucullina – wiechetka czubatka
- Ptilophora plumigera – opusznica piórówka
- Pygaera timon – wzjeżka timon
- Spatalia argentina – naramiennica srebrnica
- Stauropus fagi – potwora buczynówka
- Thaumetopoea pinivora – korowódka sosnówka
- Thaumetopoea processionea – korowódka dębówka

### Glyphipterigidae
W Polsce stwierdzono 8 gatunków z podrodziny Acrolepiinae:
- Acrolepia autumnitella
- Acrolepiopsis assectella
- Acrolepiopsis betulella
- Digitivalva arnicella
- Digitivalva granitella
- Digitivalva perlepidella
- Digitivalva reticulella
- Digitivalva valeriella

### Heliodinidae
W Polsce stwierdzono tylko 1 gatunek:
- Heliodines roesella

### Hypertrophidae
W Polsce stwierdzono 3 gatunki:
- Anchinia cristalis
- Anchinia daphnella
- Hypercallia citrinalis

### Koszówkowate(Psychidae)
W Polsce 39 gatunków:

- Acanthopsyche atra
- Apterona helicoidella
- Bacotia claustrella
- Bijugis bombycella
- Bijugis pectinella
- Canephora hirsuta – koszówka murzynka
- Dahlica charlottae
- Dahlica lazuri
- Dahlica lichenella
- Dahlica triquetrella
- Dahlica wockei
- Diplodoma laichartingella
- Eosolenobia manni
- Epichnopteryx ardua
- Epichnopteryx heringi
- Epichnopteryx plumella
- Epichnopteryx sieboldi
- Megalophanes stetinensis
- Megalophanes viciella
- Narycia astrella
- Narycia duplicella
- Pachythelia villosella
- Phalacropterix graslinella
- Praesolenobia clathrella
- Proutia betulina
- Psyche casta – koszówka czysta
- Psyche crassiorella
- Psychidea nudella
- Ptilocephala muscella
- Ptilocephala plumifera
- Rebelia herrichiella
- Rebelia sapho
- Reisseronia imielinella
- Siederia listerella
- Sterrhopterix fusca
- Sterrhopterix standfussi
- Taleporia politella
- Taleporia tubulosa
- Typhonia ciliaris

### Kibitnikowate(Gracilariidae)
W Polsce występuje ponad 110 gatunków, w tym:

- Acrocercops brongniardella
- Aristaea pavoniella
- Aspilapteryx limosella
- Aspilapteryx tringipennella
- Callisto coffeella
- Callisto denticulella
- Callisto insperatella
- Caloptilia alchimiella
- Caloptilia azaleella – kibitnik azaliaczek
- Caloptilia betulicola
- Caloptilia cuculipennella
- Caloptilia elongella
- Caloptilia falconipennella
- Caloptilia fidella
- Caloptilia fribergensis
- Caloptilia hemidactylella
- Caloptilia jurateae
- Caloptilia populetorum
- Caloptilia robustella
- Caloptilia roscipennella – kibitnik leszczynowiaczek
- Caloptilia rufipennella
- Caloptilia semifascia
- Caloptilia stigmatella
- Caloptilia suberinella
- Calybites phasianipennella
- Calybites quadrisignella
- Cameraria ohridella – szrotówek kasztanowcowiaczek
- Dialectica imperialella
- Euspilapteryx auroguttella
- Gracillaria syringella – kibitnik lilakowiaczek
- Leucopspilapteryx omissella
- Micrurapteryx gradatella
- Micrurapteryx kollariella
- Ornixola caudulatella
- Parectopa ononidis
- Parectopa robiniella
- Parornix anglicella
- Parornix anguliferella
- Parornix betulae
- Parornix carpinella
- Parornix devoniella
- Parornix fagivora
- Parornix finitimella
- Parornix petiolella
- Parornix scoticella
- Parornix torquillella
- Parornix traugotti
- Phyllocnistis labyrinthella
- Phyllocnistis saligna
- Phyllocnistis unipunctella
- Phyllocnistis xenia
- Phyllonorycter acerifoliella
- Phyllonorycter agilella
- Phyllonorycter anderidae
- Phyllonorycter apparella
- Phyllonorycter blancardella – szrotówek białaczek
- Phyllonorycter cavella
- Phyllonorycter cerasicolella
- Phyllonorycter comparella
- Phyllonorycter connexella
- Phyllonorycter coryli
- Phyllonorycter corylifoliella
- Phyllonorycter distentella
- Phyllonorycter dubitella
- Phyllonorycter emberizaepenella
- Phyllonorycter esperella
- Phyllonorycter fraxinella
- Phyllonorycter froelichiella
- Phyllonorycter geniculella
- Phyllonorycter harrisella
- Phyllonorycter heegeriella
- Phyllonorycter hilarella
- Phyllonorycter insignitella
- Phyllonorycter issikii
- Phyllonorycter joannisi
- Phyllonorycter junoniella
- Phyllonorycter klemannella
- Phyllonorycter kuhlweiniella
- Phyllonorycter lantanella
- Phyllonorycter lautella
- Phyllonorycter leucographella
- Phyllonorycter maestingella
- Phyllonorycter medicaginella
- Phyllonorycter mespilella
- Phyllonorycter muelleriella
- Phyllonorycter nicellii
- Phyllonorycter nigrescentella
- Phyllonorycter oxyacanthae
- Phyllonorycter pastorella
- Phyllonorycter platani
- Phyllonorycter populifoliella
- Phyllonorycter pyrifoliella
- Phyllonorycter quercifoliella
- Phyllonorycter quinqueguttella
- Phyllonorycter rajella
- Phyllonorycter robiniella – szrotówek robiniaczek
- Phyllonorycter roboris
- Phyllonorycter sagitella
- Phyllonorycter salicicolella
- Phyllonorycter salictella
- Phyllonorycter scabiosella
- Phyllonorycter schreberella
- Phyllonorycter scopariella
- Phyllonorycter sorbi
- Phyllonorycter spinicolella
- Phyllonorycter staintoniella
- Phyllonorycter stettinensis
- Phyllonorycter striguletella
- Phyllonorycter tenerella
- Phyllonorycter trifasciella
- Phyllonorycter tristrigella
- Phyllonorycter ulmifoliella
- Phyllonorycter viminetorum
- Povolnya leucapennella
- Sauterina hofmanniella
- Spulerina simploniella

### Kraśnikowate(Zygaenidae)
W Polsce występuje 19 gatunków zaliczanych do tej rodziny:
- Adscita geryon – lśniak posłonkowiec
- Adscita statices – lśniak szmaragdek
- Jordanita chloros
- Jordanita globulariae
- Himantopterus dohertyi
- Rhagades pruni
- Zygaena angelicae – kraśnik dzięgielowiec
- Zygaena brizae – kraśnik smugowiec
- Zygaena carniolica – kraśnik rzęsinowiec
- Zygaena cynarae – kraśnik kminowiec
- Zygaena ephialtes – kraśnik goryszowiec
- Zygaena filipendulae – kraśnik sześcioplamek
- Zygaena lonicerae
- Zygaena loti – kraśnik rogalik
- Zygaena minos – kraśnik biedrzeniowiec
- Zygaena osterodensis
- Zygaena punctum
- Zygaena purpuralis – kraśnik purpuraczek
- Zygaena trifolii – kraśnik pięcioplamek
- Zygaena viciae – kraśnik wykowiec

### Krzywikowate(Incurvariidae)
W Polsce 8 gatunków:
- Alloclemensia mesospilella
- Incurvaria koerneriella
- Incurvaria masculella
- Incurvaria oehlmanniella
- Incurvaria pectinea
- Incurvaria praelatella
- Incurvaria vetulella
- Phylloporia bistrigella

### Molowate(Tineidae)
W Polsce 50 gatunków:

- Agnathosia mendicella
- Archinemapogon yildizae
- Ateliotum hungaricellum
- Cephimallota crassiflavella
- Elatobia fuliginosella
- Euplocamus anthracinalis
- Haplotinea ditella
- Haplotinea insectella
- Infurcitinea albicomella
- Infurcitinea argentimaculella
- Infurcitinea ignicomella
- Monopis fenestratella
- Monopis imella
- Monopis laevigella
- Monopis monachella
- Monopis obviella
- Monopis weaverella
- Montescardia tessulatellus
- Morophaga choragella
- Myrmecozela ochraceella
- Nemapogon clematella
- Nemapogon cloacella – mól korkowiaczek
- Nemapogon fungivorella
- Nemapogon granella – mól ziarniak
- Nemapogon inconditella
- Nemapogon nigralbella
- Nemapogon picarella
- Nemapogon quercicolella
- Nemapogon variatella
- Nemapogon wolffiella
- Nemaxera betulinella
- Neurothaumasia ankerella
- Niditinea fuscella
- Niditinea striolella
- Oinophila v-flava
- Psychoides verhuella
- Scardia boletella
- Stenoptinea cyaneimarmorella
- Tinea columbariella
- Tinea dubiella
- Tinea pallescentella
- Tinea pellionella – mól kożusznik
- Tinea semifulvella
- Tinea steueri
- Tinea trinotella – mól gniazdownik
- Tineola bisselliella – mól włosienniczek
- Triaxomasia caprimulgella
- Triaxomera fulvimitrella
- Triaxomera parasitella
- Trichophaga tapetzella

### Mrocznicowate(Erebidae)
W Polsce 111 gatunków, w tym:

#### Niedźwiedziówkowate(Arctiinae)
W Polsce 45 gatunków:

- Amata phegea – oblaczek granatek
- Arctia caja – niedźwiedziówka kaja
- Arctia festiva – niedźwiedziówka hebe
- Arctia villica – niedźwiedziówka włodarka
- Atolmis rubricollis – powrózka rudoszyjka
- Callimorpha dominula – krasopani poziomkówka
- Chelis maculosa – niedźwiedziówka plamica
- Coscinia cribraria – pstrokówka przetakówka
- Cybosia mesomella – łada dwukropka
- Diacrisia sannio – niedźwiedziówka jastrzębica
- Diaphora mendica – misiówka gołotka
- Dysauxes ancilla – oblaczek ancylek
- Eilema complana – fałdówka porostówka
- Eilema depressa – fałdówka płaszczynka
- Eilema griseola – fałdówka szarynka
- Eilema lurideola – fałdówka zwężynka
- Eilema lutarella – fałdówka glinawica
- Eilema palliatella – fałdówka unitka
- Eilema pygmaeola – fałdówka blednica
- Eilema sororcula – fałdówka siostrzyczka
- Euplagia quadripunctaria – krasopani hera
- Hyphantria cunea – oprzędnica jesienna
- Hyphoraia aulica – niedźwiedziówka dwórka
- Lithosia quadra – porostnica czterokropka (powrózka dwuplamka)
- Miltochrista miniata – łada różowica
- Nudaria mundana – przejrzynka skalica
- Parasemia plantaginis – niedźwiedziówka babkówka
- Pelosia muscerda – fałdówka mokrzyca
- Pelosia obtusa
- Pericallia matronula – niedźwiedziówka krasa
- Phragmatobia fuliginosa – sadzanka rumienica
- Phragmatobia luctifera – sadzanka cesarska
- Rhyparia purpurata – niedźwiedziówka purpurka
- Rhyparioides metelkana
- Setina irrorella – łada poprószyca
- Setina kuhlweini
- Setina roscida – łada kroplica
- Spilosoma lubricipeda – szewnica miętówka
- Spilosoma lutea – szewnica bzówka
- Spilosoma urticae – szewnica pokrzywnica
- Spiris striata – dopaska kreskówka
- Thumatha senex – przejrzynka malutka
- Tyria jacobaeae – proporzyca marzymłódka
- Utetheisa pulchella – pstrokówka nadobna
- Watsonarctia casta – misiówka kasta

#### Aventiinae
- Laspeyria flexula – lasperia zatokobrzeżka

#### Boletobiinae
- Parascotia fuliginaria – hubiarka sadzówka

#### Calpinae
- Calyptra thalictri

#### Erebinae
- Catephia alchymista – czarnota białoplama
- Catocala electa – wstęgówka karminówka
- Catocala elocata – wstęgówka czerwonka
- Catocala fraxini – wstęgówka jesionka
- Catocala fulminea – wstęgówka śliwica
- Catocala nupta – wstęgówka pąsówka
- Catocala nymphagoga
- Catocala pacta – wstęgówka bagienka
- Catocala promissa – wstęgówka narzeczona
- Catocala puerpera
- Catocala sponsa – wstęgówka karmazynka
- Dysgonia algira – rozdziałka algira
- Euclidia glyphica – wygłoba koniczynówka
- Euclidia mi – wygłoba szczawiówka
- Grammodes stolida
- Lygephila craccae
- Lygephila lusoria
- Lygephila pastinum – obtocznica pasterka
- Lygephila viciae
- Minucia lunaris – płochlica księżycówka

#### Eublemminae
- Eublemma minutata – blema kocankowa
- Eublemma polygramma
- Eublemma purpurina

#### Herminiinae
- Herminia grisealis – szczękalica gajówka
- Herminia tarsicrinalis – szczękalica nogobrzeżka
- Herminia tarsipennalis – szczękalica nogopiórka
- Idia calvaria
- Macrochilo cribrumalis
- Paracolax tristalis – szczękalica brodźczyca
- Pechipogo plumigeralis
- Pechipogo strigilata
- Polypogon tentacularia – szczękalica kleszczanka
- Simplicia rectalis
- Zanclognatha lunalis
- Zanclognatha zelleralis

#### Hypeninae
- Hypena crassalis – kotarnica jagodnica
- Hypena obesalis
- Hypena proboscidalis – rozszczepka śnicianka
- Hypena rostralis – rozszczepka nosatka

#### Hypenodinae
- Hypenodes humidalis
- Schrankia costaestrigalis
- Schrankia taenialis

#### Brudnicowate(Lymantriinae)
- Arctornis l-nigrum – brudnica czarnelka
- Calliteara abietis
- Calliteara pudibunda – szczotecznica szarawka
- Dicallomera fascelina
- Euproctis chrysorrhoea – kuprówka rudnica
- Euproctis similis – kuprówka złotnica
- Gynaephora selenitica
- Laelia coenosa
- Leucoma salicis – białka wierzbówka
- Lymantria dispar – brudnica nieparka
- Lymantria monacha – brudnica mniszka
- Orgyia antiqua – znamionówka starka
- Orgyia antiquoides
- Orgyia recens
- Parocneria detrita
- Penthophera morio

#### Phytometrinae
- Colobochyla salicalis – pomiarka wierzbianka
- Phytometra viridaria – pomiarka oliwinka
- Trisateles emortualis – pomiarka zmarlica

#### Rivulinae
- Rivula sericealis – zalotnica lisianka

#### Scoliopteryginae
- Scoliopteryx libatrix – szczerbówka ksieni

### Namiotnikowate(Yponomeutidae)
W Polsce stwierdzono 27 gatunków:
- Cedestis gysseleniella
- Cedestis subfasciella
- Euhyponomeuta stannella
- Euhyponomeutoides albithoracellus
- Kessleria alpicella
- Kessleria fasciapennella
- Kessleria saxifragae
- Kessleria zimmermanni
- Ocnerostoma friesei
- Ocnerostoma piniariella
- Paraswammerdamia albicapitella
- Paraswammerdamia nebulella
- Pseudoswammerdamia combinella
- Scythropia crataegella
- Swammerdamia caesiella
- Swammerdamia compunctella
- Swammerdamia passerella
- Swammerdamia pyrella
- Yponomeuta cagnagella – namiotnik trzmieliniaczek
- Yponomeuta evonymella – namiotnik czeremszaczek
- Yponomeuta irrorella
- Yponomeuta malinellus – namiotnik jabłonaczek
- Yponomeuta padella
- Yponomeuta plumbella
- Yponomeuta rorrella
- Yponomeuta sedella
- Zelleria hepariella

### Nasierszycowate(Endromididae)
W Polsce 1 gatunek:
- nasierszyca brzozówka (Endromis versicolora)

### Omacnicowate(Pyralidae)
- Achroia grisella – łaźbiec, barciak mniejszy
- Acrobasis advenella
- Acrobasis consociella
- Acrobasis legatea
- Acrobasis marmorea
- Acrobasis obtusella
- Acrobasis repandana
- Acrobasis sodalella
- Acrobasis suavella
- Acrobasis tumidana
- Aglossa caprealis
- Aglossa pinguinalis – zadarlica tłuszczówka
- Ancylosis cinnamomella
- Ancylosis oblitella
- Anerastia lotella
- Aphomia sociella – żłobik gniazdoszek
- Aphomia zelleri
- Apomyelois bistriatella
- Apomyelois ceratoniae
- Assara terebrella – oprzędzień szyszkogryz
- Cadra cautella – mklik daktylowiec
- Cadra figulilella
- Catastia marginea
- Corcyra cephalonica
- Cryptoblabes bistriga
- Delplanqueia dilutella
- Dioryctria abietella – szyszeń pospolity
- Dioryctria schuetzeella
- Dioryctria simplicella – szyszeń sosnowy
- Dioryctria sylvestrella
- Eccopisa effractella
- Elegia similella
- Endotricha flammealis
- Ephestia elutella – mklik próchniczek
- Ephestia kuehniella – mklik mączny
- Episcythrastis tetricella
- Etiella zinckenella
- Eurhodope cirrigerella
- Eurhodope rosella
- Euzophera bigella
- Euzophera cinerosella
- Euzophera fuliginosella
- Euzophera pinguis
- Galleria mellonella – barciak większy
- Glyptoteles leucacrinella
- Gymnancyla canella
- Gymnancyla hornigii
- Homoeosoma nebulella
- Homoeosoma nimbella
- Homoeosoma sinuella
- Hypochalcia ahenella
- Hypochalcia decorella
- Hypochalcia lignella
- Hypochalcia propinquella
- Hypsopygia costalis
- Hypsopygia glaucinalis
- Hypsopygia rubidalis
- Lamoria anella
- Laodamia faecella
- Matilella fusca
- Merulempista cingillella
- Moitrelia obductella
- Myelois circumvoluta
- Nephopterix angustella
- Nyctegretis lineana
- Oncocera semirubella
- Ortholepis betulae
- Ortholepis vacciniella
- Pempelia palumbella
- Pempeliella ornatella
- Phycita roborella
- Phycitodes albatella
- Phycitodes binaevella
- Phycitodes maritima
- Phycitodes saxicola
- Pima boisduvaliella
- Plodia interpunctella – omacnica spichrzanka
- Pyralis farinalis – zadarlica spiżarnianka
- Pyralis lienigialis
- Pyralis regalis – zadarlica żarzanka
- Rhodophaea formosa
- Salebriopsis albicilla
- Sciota adelphella
- Sciota fumella
- Sciota hostilis
- Sciota rhenella
- Selagia argyrella
- Selagia spadicella
- Synaphe punctalis
- Trachonitis cristella
- Vitula biviella
- Zophodia grossulariella

### Opostegidae
W Polsce 3 gatunki:
- Opostega salaciella
- Pseudopostega auritella
- Pseudopostega crepuscullella

### Pasynkowate(Nepticulidae)
W Polsce 101 gatunków, w tym:
- Bohemannia pulverosella
- Ectoedemia agrimoniae
- Enteucha acetosae
- Parafomoria helianthemella
- Stigmella aceris
- Trifurcula beirnei
- Trifurcula cryptella
- Trifurcula headleyella
- Trifurcula immundella
- Trifurcula pallidella

### Pawicowate(Saturniidae)
W Polsce 3 gatunki:
- lotnica zyska (Aglia tau)
- pawica grabówka (Saturnia pavonia)
- pawica gruszówka (Saturnia pyri)

### Piórolotkowate(Pterophoridae)
W Polsce 53 gatunki:
- Adaina microdactyla
- Agdistis adactyla
- Amblyptilia acanthadactyla
- Amblyptilia punctidactyla
- Buckleria paludum – piórolotek bagniczek
- Buszkoiana capnodactylus
- Calyciphora albodactylus
- Calyciphora nephelodactyla
- Capperia celeusi
- Capperia fusca
- Capperia trichodactyla
- Cnaemidophorus rhododactyla
- Emmelina monodactyla – piórolotek zwyczajny
- Geina didactyla
- Gillmeria ochrodactyla
- Gillmeria pallidactyla
- Hellinsia carphodactyla
- Hellinsia didactylites
- Hellinsia distinctus
- Hellinsia inulae
- Hellinsia lienigianus
- Hellinsia osteodactylus
- Hellinsia tephradactyla
- Marasmarcha lunaedactyla
- Merrifieldia baliodactylus
- Merrifieldia leucodactyla
- Merrifieldia tridactyla
- Oidaematophorus lithodactyla
- Oxyptilus chrysodactyla
- Oxyptilus distans
- Oxyptilus ericetorum
- Oxyptilus parvidactyla
- Oxyptilus pilosellae
- Oxyptilus tristis
- Platyptilia calodactyla
- Platyptilia farfarellus
- Platyptilia gonodactyla
- Platyptilia nemoralis
- Platyptilia tesseradactyla
- Porrittia galactodactyla
- Pselnophorus heterodactyla
- Pterophorus pentadactyla – piórolotek pięciopiór
- Stenoptilia bipunctidactyla
- Stenoptilia coprodactylus
- Stenoptilia graphodactyla
- Stenoptilia gratiolae
- Stenoptilia pelinodactyla
- Stenoptilia pneumonanthes
- Stenoptilia pterodactyla
- Stenoptilia stigmatodactylus
- Stenoptilia veronicae
- Stenoptilia zophodactylus
- Wheeleria spilodactylus

### Płożkowate(Oecophoridae)
W Polsce stwierdzono 33 gatunki:
- Alabonia staintoniella
- Aplota nigricans
- Aplota palpella
- Batia internella
- Batia lambdella
- Batia lunaris
- Bisigna procerella
- Borkhausenia fuscescens
- Borkhausenia luridicomella
- Borkhausenia minutella
- Borkhausenia nefrax
- Crassa tinctella
- Crassa unitella
- Dasycera oliviella
- Decantha borkhausenii
- Denisia augustella
- Denisia luctuosella
- Denisia nubilosella
- Denisia similella
- Denisia stipella
- Denisia stroemella
- Deuterogonia pudorina
- Endrosis sarcitrella
- Epicallima bruandella
- Epicallima formosella
- Harpella forficella
- Hofmannophila pseudospretella
- Metalampra cinnamomea
- Minetia criella
- Oecophora bractella
- Oecophora superior
- Pleurota bicostella
- Schiffermuelleria schaefferella

### Pochwikowate(Coleophoridae)
W Polsce stwierdzono 153 gatunki:
- Augasma aeratella
- Coleophora absinthii
- Coleophora adjectella
- Coleophora adjunctella
- Coleophora adspersella
- Coleophora ahenella
- Coleophora albella
- Coleophora albicans
- Coleophora albicostella
- Coleophora albidella
- Coleophora albitarsella
- Coleophora alcyonipennella
- Coleophora alnifoliae
- Coleophora alticolella
- Coleophora amellivora
- Coleophora anatipennella
- Coleophora antennariella
- Coleophora arctostaphyli
- Coleophora argentula
- Coleophora artemisicolella
- Coleophora atriplicis
- Coleophora auricella
- Coleophora badiipennella
- Coleophora ballotella
- Coleophora betulella
- Coleophora binderella
- Coleophora boreella
- Coleophora brevipalpella
- Coleophora caelebipennella
- Coleophora caespititiella
- Coleophora chalcogrammella
- Coleophora chamaedriella
- Coleophora chrysanthemi
- Coleophora clypeiferella
- Coleophora colutella
- Coleophora conspicuella
- Coleophora conyzae
- Coleophora cornutella
- Coleophora coronillae
- Coleophora currucipennella
- Coleophora deauratella
- Coleophora dianthi
- Coleophora directella
- Coleophora discordella
- Coleophora expressella
- Coleophora flavipennella
- Coleophora follicularis
- Coleophora frischella
- Coleophora fuscociliella
- Coleophora fuscocuprella
- Coleophora galbulipennella
- Coleophora gallipennella
- Coleophora glaucicolella
- Coleophora glitzella
- Coleophora gnaphalii
- Coleophora graminicolella
- Coleophora granulatella
- Coleophora gryphipennella
- Coleophora hackmani
- Coleophora hemerobiella
- Coleophora hydrolapathella
- Coleophora ibipennella
- Coleophora idaeella
- Coleophora inulae
- Coleophora juncicolella
- Coleophora kuehnella
- Coleophora kyffhusana
- Coleophora laricella
- Coleophora lassella
- Coleophora ledi
- Coleophora lewandowskii
- Coleophora limosipennella
- Coleophora lineolea
- Coleophora lithargyrinella
- Coleophora lixella
- Coleophora lusciniaepennella
- Coleophora lutipennella
- Coleophora mayrella
- Coleophora millefolii
- Coleophora milvipennis
- Coleophora motacillella
- Coleophora murinella
- Coleophora musculella
- Coleophora niveicostella
- Coleophora niveistrigella
- Coleophora nubivagella
- Coleophora nutantella
- Coleophora obscenella
- Coleophora ochrea
- Coleophora ochripennella
- Coleophora onobrychiella
- Coleophora onopordiella
- Coleophora orbitella
- Coleophora oriolella
- Coleophora ornatipennella
- Coleophora otidipennella
- Coleophora pappiferella
- Coleophora paripennella
- Coleophora partitella
- Coleophora pennella
- Coleophora peribenanderi
- Coleophora plumbella
- Coleophora polonicella
- Coleophora potentillae
- Coleophora pratella
- Coleophora prunifoliae
- Coleophora pseudodirectella
- Coleophora pulmonariella
- Coleophora pyrrhlipennella
- Coleophora ramosella
- Coleophora saponariella
- Coleophora saturatella
- Coleophora saxicolella
- Coleophora scabrida
- Coleophora serpylletorum
- Coleophora serratella
- Coleophora siccifolia
- Coleophora silenella
- Coleophora solitariella
- Coleophora spinella
- Coleophora spiraeella
- Coleophora squalorella
- Coleophora squamosella
- Coleophora sternipennella
- Coleophora striatipennella
- Coleophora succursella
- Coleophora svenssoni
- Coleophora sylvaticella
- Coleophora taeniipennella
- Coleophora tamesis
- Coleophora tanaceti
- Coleophora therinella
- Coleophora trifariella
- Coleophora trifolii
- Coleophora trochilella
- Coleophora uliginosella
- Coleophora unipunctella
- Coleophora vacciniella
- Coleophora variicornis
- Coleophora versurella
- Coleophora vestianella
- Coleophora vibicella
- Coleophora vibicigerella
- Coleophora violacea
- Coleophora virgatella
- Coleophora virgaureae
- Coleophora vitisella
- Coleophora vulnerariae
- Coleophora wockeella
- Coleophora zelleriella
- Coleophora zukowskii
- Goniodoma auroguttella
- Metriotes lutarea

### Pomrowicowate(Limacodidae)
W Polsce 2 gatunki:
- Apoda avellana – pomrowica leszczynówka
- Heterogenea asella

### Prodoxidae
W Polsce stwierdzono 11 gatunków:
- Lampronia capitella – krzywik porzeczkowiaczek
- Lampronia corticella
- Lampronia flavimitrella
- Lampronia fuscatella
- Lampronia luzella
- Lampronia morosa
- Lampronia provectella
- Lampronia redimitrella
- Lampronia rupella
- Lampronia splendidella
- Lampronia standfussiella

### Przelotnicowate(Lemoniidae)
W Polsce 2 gatunki:
- ugorówka przelotnica (Lemonia dumi)
- ugorówka złotnica (Lemonia taraxaci)

### Rezeliowate(Nolidae)
W Polsce 17 gatunków:
- Bena bicolorana – zielonka dwubarwna
- Earias clorana – niekreślanka zielona
- Earias vernana – niekreślanka białodrzewka
- Meganola albula – rezelia bielica
- Meganola strigula – rezelia paskowica
- Meganola togatulalis – rezelia togawica
- Nola aerugula – rezelia rdzawica
- Nola cicatricalis
- Nola confusalis – rezelia zlewnica
- Nola cristatula – rezelia grzebienica
- Nola cucullatella – rezelia kapturnica
- Nycteola asiatica – zanocnica azjatka
- Nycteola degenerana – zanocnica degeneranka
- Nycteola revayana – zanocnica rewajanka
- Nycteola siculana
- Nycteola svecicus – zanocnica szwedka
- Pseudoips prasinana – zielonka ukośnica

### Roeslerstammiidae
W Polsce 2 gatunki:
- Roeslerstammia erxlebella
- Roeslerstammia pronubella

### Rozstrzępiakowate(Alucitidae)
W Polsce 5 gatunków:
- Alucita desmodactyla
- Alucita dodecadactyla
- Alucita grammodactyla
- Alucita hexadactyla
- Alucita huebneri

### Schreckensteiniidae
W Polsce 1 gatunek:
- Schreckensteinia festaliella

### Sejwanikowate(Scythrididae)
W Polsce stwierdzono 26 gatunków:
- Scythris bifissella
- Scythris braschiella
- Scythris buszkoi
- Scythris cicadella
- Scythris clavella
- Scythris crassiuscula
- Scythris cuspidella
- Scythris fallacella
- Scythris fuscoaenea
- Scythris gozmanyi
- Scythris inspersella
- Scythris knochella
- Scythris laminella
- Scythris limbella
- Scythris muelleri
- Scythris noricella
- Scythris obscurella
- Scythris oelandicella
- Scythris palustris
- Scythris paulella
- Scythris picaepennis
- Scythris potentillella
- Scythris scopolella
- Scythris seliniella
- Scythris siccella
- Scythris sinensis

### Skośnikowate(Gelechiidae)
W Polsce stwierdzono 224 gatunki:

- Acompsia cinerella
- Acompsia subpunctella
- Acompsia tripunctella
- Altenia scriptella
- Anacampsis blattariella
- Anacampsis populella
- Anacampsis temerella
- Anacampsis timidella
- Anarsia lineatella – skośnik brzoskwiniaczek
- Anarsia spartiella
- Anasphaltis renigerellus
- Apatetris kinkerella
- Apodia bifractella
- Aproaerema anthyllidella
- Argolamprotes micella
- Aristotelia brizella
- Aristotelia ericinella
- Aristotelia subdecurtella
- Aristotelia subericinella
- Aroga flavicomella
- Aroga velocella
- Athrips mouffetella
- Athrips nigricostella
- Athrips pruinosella
- Athrips rancidella
- Athrips rancindella
- Atremaea lonchoptera
- Brachmia blandella
- Brachmia dimidiella
- Brachmia inornatella
- Bryotropha affinis
- Bryotropha basaltinella
- Bryotropha desertella
- Bryotropha galbanella
- Bryotropha plantariella
- Bryotropha senectella
- Bryotropha similis
- Bryotropha terrella
- Bryotropha umbrosella
- Carpatolechia aenigma
- Carpatolechia alburnella
- Carpatolechia decorella
- Carpatolechia fugacella
- Carpatolechia fugitivella
- Carpatolechia notatella
- Carpatolechia proximella
- Caryocolum alsinella
- Caryocolum blandella
- Caryocolum blandelloides
- Caryocolum cassella
- Caryocolum cauligenella
- Caryocolum fischerella
- Caryocolum huebneri
- Caryocolum junctella
- Caryocolum kroesmanniella
- Caryocolum leucomelanella
- Caryocolum marmorea
- Caryocolum petryi
- Caryocolum proxima
- Caryocolum proximum
- Caryocolum pullatella
- Caryocolum tricolorella
- Caryocolum vicinella
- Chionodes continuella
- Chionodes distinctella
- Chionodes electella
- Chionodes fumatella
- Chionodes holosericella
- Chionodes ignorantella
- Chionodes luctuella
- Chionodes lugubrella
- Chionodes tragicella
- Chionodes viduella
- Chrysoesthia drurella
- Chrysoesthia sexguttella
- Coleotechnites picaella
- Coleotechnites piceaella
- Cosmardia moritzella
- Dactylotula kinkerella
- Dichomeris alacella
- Dichomeris derasella
- Dichomeris juniperella
- Dichomeris latipennella
- Dichomeris limosellus
- Dichomeris marginella
- Dichomeris rasilella
- Dichomeris ustalella
- Ephysteris inustella
- Eulamprotes atrella
- Eulamprotes plumbella
- Eulamprotes superbella
- Eulamprotes unicolorella
- Eulamprotes wilkella
- Exoteleia dodecella – skośnik tuzinek
- Filatima incomptella
- Filatima tephriditella
- Filatima tephritidella
- Gelechia asinella
- Gelechia basipunctella
- Gelechia cuneatella
- Gelechia hippophaella
- Gelechia muscosella
- Gelechia nigra
- Gelechia rhombella
- Gelechia rhombelliformis
- Gelechia sabinellus
- Gelechia scotinella
- Gelechia sestertiella
- Gelechia sororculella
- Gelechia turpella
- Gnorimoschema herbichii
- Gnorimoschema streliciella
- Helcystogramma albinervis
- Helcystogramma lineolella
- Helcystogramma lutatella
- Helcystogramma rufescens
- Helcystogramma triannulella
- Hypatima rhomboidella
- Isophrictis anthemidella
- Isophrictis striatella
- Klimeschiopsis kinigerella
- Klimeschiopsis kiningerella
- Megacraspedus binotella
- Mesophleps silacella
- Metzneria aestivella
- Metzneria aprilella
- Metzneria ehikeella
- Metzneria lappella
- Metzneria metzneriella
- Metzneria neuropterella
- Metzneria paucipunctella
- Metzneria santolinella
- Mirificarma cytisella
- Mirificarma interrupta
- Mirificarma lentiginosella
- Mirificarma maculatella
- Mirificarma mulinella
- Monochroa arundinetella
- Monochroa conspersella
- Monochroa cytisella
- Monochroa divisella
- Monochroa elongella
- Monochroa ferrea
- Monochroa hornigi
- Monochroa lucidella
- Monochroa lutulentella
- Monochroa niphognatha
- Monochroa palustrella
- Monochroa palustrellus
- Monochroa parvulata
- Monochroa rumicetella
- Monochroa sepicolella
- Monochroa servella
- Monochroa simplicella
- Monochroa suffusella
- Monochroa tenebrella
- Neofaculta ericetella
- Neofaculta infernella
- Neofriseria peliella
- Neofriseria singula
- Nothris lemniscellus
- Nothris verbascella
- Parachronistis albiceps
- Pexicopia malvella
- Platyedra subcinerea
- Prolita sexpunctella
- Prolita solutella
- Pseudotelphusa paripunctella
- Pseudotelphusa scalella
- Psoricoptera gibbosella
- Psoricoptera speciosella
- Ptocheuusa inopella
- Recurvaria leucatella
- Recurvaria nanella
- Sattleria dzieduszyckii
- Scrobipalpa acuminatella
- Scrobipalpa artemisiella
- Scrobipalpa atriplicella
- Scrobipalpa clintoni
- Scrobipalpa nitentella
- Scrobipalpa obsoletella
- Scrobipalpa ocellatella
- Scrobipalpa pauperella
- Scrobipalpa proclivella
- Scrobipalpa salicorniae
- Scrobipalpa salinella
- Scrobipalpa samadensis
- Scrobipalpa stangei
- Scrobipalpula diffluella
- Scrobipalpula psilella
- Scrobipalpula tussilaginis
- Sitotroga cerealella – skośnik zbożowiaczek
- Sophronia ascalis
- Sophronia chilonella
- Sophronia humerella
- Sophronia semicostella
- Sophronia sicariellus
- Stenolechia gemmella
- Stenolechiodes pseudogemmellus
- Stomopteryx detersella
- Stomopteryx remissella
- Syncopacma albifrontella
- Syncopacma captivella
- Syncopacma cinctella
- Syncopacma cincticulella
- Syncopacma coronillella
- Syncopacma larseniella
- Syncopacma ochrofasciella
- Syncopacma patruella
- Syncopacma sangiella
- Syncopacma taeniolella
- Syncopacma vinella
- Teleiodes flavimaculella
- Teleiodes luculella
- Teleiodes saltuum
- Teleiodes sequax
- Teleiodes vulgella
- Teleiodes wagae
- Teleiopsis bagriotella
- Teleiopsis diffinis
- Thiotricha subocellea
- Tuta absoluta
- Xystophora carchariella
- Xystophora pulveratella

### Sthamopodidae
W Polsce tylko 1 gatunek:
- Stathmopoda pedella

### Świeciłkowate(Heliozelidae)
W Polsce 6 gatunków:
- Antispila metallella
- Antispila treitschkiella
- Antispilina ludwigi
- Heliozela hammoniella
- Heliozela resplendella
- Heliozela sericiella

### Tantnisiowate(Plutellidae)
W Polsce stwierdzono 7 gatunków:
- Eidophasia messingiella
- Plutella porrectella
- Plutella xylostella – tantniś krzyżowiaczek
- Rhigognostis annulatella
- Rhigognostis hufnagelii
- Rhigognostis incarnatella
- Rhigognostis senilella

### Trociniarkowate(Cossidae)
W Polsce 4 gatunki, w tym:
- Acossus terebra
- Cossus cossus – trociniarka czerwica
- Phragmataecia castaneae
- Zeuzera pyrina – torzyśniad kasztanówka

### Tyszerkowate(Tischeriidae)
W Polsce 8 gatunków:
- Coptotriche angusticolella
- Coptotriche gaunacella
- Coptotriche heinemanni
- Coptotriche marginea
- Coptotriche szoecsi
- Tischeria decidua
- Tischeria dodonaea
- Tischeria ekebladella – tyszerka płaskowiaczek

### Urodidae
W Polsce 1 gatunek:
- Wockia asperipunctella (zob. rodzaj Wockia)

### Wachlarzykowate(Crambidae)
W Polsce stwierdzono 154 gatunki:
- Acentria ephemerella – nimfa jezioranka
- Agriphila aeneociliella
- Agriphila deliella – wachlarzyk piaskowy
- Agriphila geniculea – wachlarzyk zachodni
- Agriphila inquinatella – wachlarzyk śniadoszek
- Agriphila poliellus
- Agriphila selasella – wachlarzyk błyszczyk
- Agriphila straminella – wachlarzyk słomkowy
- Agriphila tristella – wachlarzyk zmienniczek
- Agrotera nemoralis – diana gajowa
- Anania coronata – przezierka hebdzianka
- Anania crocealis
- Anania funebris
- Anania fuscalis
- Anania hortulata – przezierka pokrzywianka
- Anania lancealis – przezierka lancetniczka
- Anania luctualis
- Anania perlucidalis – przezierka ostrożenianka
- Anania stachydalis
- Anania terrealis – przezierka nawłociówka
- Anania verbascalis – przezierka dziewannówka
- Ancylolomia palpella
- Aporodes floralis
- Atralata albofascialis
- Calamotropha aureliellus
- Calamotropha paludella – wachlarzyk pałecznik
- Cataclysta lemnata – nimfa rzęsianka
- Catoptria conchella
- Catoptria falsella – wachlarzyk dachowy
- Catoptria fulgidella
- Catoptria furcatellus
- Catoptria lythargyrella
- Catoptria maculalis
- Catoptria margaritella – wachlarzyk borowy
- Catoptria myella
- Catoptria mytilella
- Catoptria osthelderi – wachlarzyk Ostheldera
- Catoptria pauperellus
- Catoptria permiacus – wachlarzyk permski
- Catoptria permutatellus – wachlarzyk zwodniczy
- Catoptria petrificella
- Catoptria pinella – wachlarzyk sosnowy
- Catoptria radiella
- Catoptria verellus – wachlarzyk leśny
- Chilo phragmitella – wachlarzyk trzciniaczek
- Chrysocrambus craterella
- Chrysoteuchia culmella – wachlarzyk ździeblaczek
- Crambus alienellus
- Crambus ericella
- Crambus hamella
- Crambus heringiellus
- Crambus lathoniellus – wachlarzyk gajowy
- Crambus pascuella – wachlarzyk pastwiskowy
- Crambus perlella – wachlarzyk perłowy
- Crambus pratella – wachlarzyk łąkowy
- Crambus silvella
- Crambus uliginosellus
- Cydalima perspectalis – ćma bukszpanowa
- Cynaeda dentalis – cyneda zębata
- Diasemia reticularis – dwojaczka siatkowana
- Dolicharthria punctalis
- Donacaula forficella
- Donacaula mucronella – szuwarnik ostroszkrzydły
- Duponchelia fovealis
- Ecpyrrhorrhoe rubiginalis – przezierka rdzawianka
- Elophila nymphaeata – nimfa grzybienianka
- Elophila rivulalis
- Epascestria pustulalis
- Euchromius bella
- Euchromius ocellea
- Eudonia delunella
- Eudonia lacustrata – mietliczka rokietnica
- Eudonia laetella
- Eudonia mercurella – mietliczka znaczona
- Eudonia murana
- Eudonia pallida
- Eudonia petrophila
- Eudonia phaeoleuca
- Eudonia sudetica
- Eudonia truncicolella – mietliczka borowa
- Eudonia vallesialis
- Eurrhypis pollinalis
- Evergestis aenealis – rozcinka miedzianka
- Evergestis extimalis – rozcinka pyleniczanka
- Evergestis forficalis – rozcinka kapuścianka
- Evergestis frumentalis
- Evergestis limbata – rozcinka obrzeżanka
- Evergestis pallidata – rozcinka rukwianka
- Evergestis sophialis
- Friedlanderia cicatricella – wachlarzyk sitowczyk
- Gesneria centuriella
- Heliothela wulfeniana – słonecznica czarna
- Kasania arundinalis
- Loxostege sticticalis – przezierka byliczanka
- Loxostege turbidalis – przezierka murawowa
- Mecyna flavalis – mecyna żółta
- Mecyna trinalis
- Nascia cilialis
- Nomophila noctuella – pielgrzymka jesienka
- Nymphula nitidulata – żwirówka stagnanka
- Orenaia alpestralis
- Ostrinia nubilalis – przezierka prosowianka, omacnica prosowianka
- Ostrinia palustralis – przezierka bagienka
- Palpita vitrealis
- Paracorsia repandalis
- Parapoynx nivalis
- Parapoynx stratiotata – nimfa osoczanka
- Paratalanta hyanalis – przezierka szklarka
- Paratalanta pandalis
- Pediasia aridella
- Pediasia contaminella – wachlarzyk trawnik
- Pediasia fascelinella – wachlarzyk paskowany
- Pediasia luteella – wachlarzyk żółty
- Platytes alpinella – wachlarzyk alpejski
- Platytes cerussella – wachlarzyk mały
- Pleuroptya ruralis – boczanka brązowianka
- Psammotis pulveralis
- Pyrausta aerealis
- Pyrausta aurata – płomienka złota
- Pyrausta cingulata – płomienka białokreska
- Pyrausta despicata – płomienka łąkowa
- Pyrausta falcatalis
- Pyrausta nigrata – płomienka czarna
- Pyrausta ostrinalis – płomienka karmazynowa
- Pyrausta porphyralis
- Pyrausta purpuralis – płomienka purpurowa
- Pyrausta rectefascialis
- Pyrausta sanguinalis
- Schoenobius gigantella – szuwarnik wielki
- Scirpophaga praelata
- Scoparia ambigualis
- Scoparia ancipitella
- Scoparia basistrigalis
- Scoparia ingratella
- Scoparia pyralella – zamiotka murawowa
- Scoparia subfusca
- Sitochroa palealis – przezierka blada
- Sitochroa verticalis – przezierka szybianka
- Talis quercella
- Thisanotia chrysonuchella – wachlarzyk kołacznik
- Udea accolalis
- Udea alpinalis
- Udea costalis
- Udea decrepitalis
- Udea elutalis
- Udea ferrugalis
- Udea fulvalis – udea płowa
- Udea hamalis
- Udea inquinatalis
- Udea lutealis – udea żółtawa
- Udea nebulalis
- Udea olivalis
- Udea prunalis – udea śliwkowa
- Udea uliginosalis
- Uresiphita gilvata – przezierka wielokątka

### Wąsikowate(Adelidae)
W Polsce 28 gatunków:

- Adela albicinctella
- Adela croesella
- Adela cuprella
- Adela mazzolella
- Adela reaumurella– wąsik zieloniaczek
- Adela violella
- Cauchas fibulella
- Cauchas leucocerella
- Cauchas rufifrontella
- Cauchas rufimitrella
- Nematopogon adansoniella
- Nematopogon metaxella
- Nematopogon pilella
- Nematopogon robertella
- Nematopogon schwarziellus
- Nematopogon swammerdamella – wąsik swammerdamella
- Nemophora associatella
- Nemophora congruella
- Nemophora cupriacella
- Nemophora degeerella – wąsateczka zawilczaneczka
- Nemophora dumerilella
- Nemophora fasciella
- Nemophora metallica – wąsateczka chaberczaneczka, wąsateczka lśniaczek
- Nemophora minimella
- Nemophora ochsenheimerella
- Nemophora pfeifferella
- Nemophora prodigellus
- Nemophora violellus

### Wycinkowate(Drepanidae)
W Polsce stwierdzono następujące gatunki:
- Achlya flavicornis – przestrożnica żółtorożka
- Cilix glaucata – bodlica sinica
- Cymatophorina diluta
- Drepana curvatula – wycinka zakrzywica
- Drepana falcataria – wycinka sierpianka, wycinka brzozówka
- Falcaria lacertinaria – wycinka jaszczurówka
- Habrosyne pyritoides – pluszówka agatka
- Ochropacha duplaris – falica dwojnica
- Polyploca ridens – falica dębowa
- Sabra harpagula – wycinka puginałówka
- Tethea ocularis – falica oczenica
- Tethea or – falica or
- Tetheella fluctuosa – falica zmiennica
- Thyatira batis – plamówka malinówka, odrzyca malinówka
- Watsonalla binaria – wycinka dwojaczka
- Watsonalla cultraria – wycinka nożówka

### Wystrojowate(Lyonetiidae)
W Polsce stwierdzono następujące gatunki:
- Leucoptera aceris
- Leucoptera heringiella
- Leucoptera laburnella
- Leucoptera lotella
- Leucoptera lustratella
- Leucoptera malifoliella
- Leucoptera onobrychidella
- Leucoptera sinuella
- Leucoptera spartifoliella
- Lyonetia clerkella – wystrój wężowiaczek
- Lyonetia ledi
- Lyonetia prunifoliella
- Lyonetia pulverulentella

### Ypsolophidae
W Polsce stwierdzono następujące gatunki:

- Argyresthia abdominalis
- Argyresthia albistria
- Argyresthia amiantella
- Argyresthia arceuthina
- Argyresthia aurulentella
- Argyresthia bergiella
- Argyresthia bonnetella
- Argyresthia brockeella
- Argyresthia conjugella
- Argyresthia curvella – licinek jabłonek
- Argyresthia dilectella – licinek cyprysowiaczek
- Argyresthia fundella – licinek jodłowiaczek
- Argyresthia glabratella
- Argyresthia glaucinella
- Argyresthia goedartella
- Argyresthia illuminatella
- Argyresthia ivella
- Argyresthia laevigatella
- Argyresthia praecocella
- Argyresthia pruniella – licinek sadowiaczek
- Argyresthia pulchella
- Argyresthia pygmaeella
- Argyresthia retinella – licinek brzozowiaczek
- Argyresthia semifusca
- Argyresthia semitestaceella
- Argyresthia sorbiella
- Argyresthia spinosella – licinek tarninowiaczek
- Argyresthia submontana
- Argyresthia thuiella
- Argyresthia trifasciata
- Atemelia torquatella
- Glyphipterix bergstraesserella
- Glyphipterix equitella
- Glyphipterix forsterella
- Glyphipterix haworthana
- Glyphipterix simplicella
- Glyphipterix thrasonella
- Ochsenheimeria taurella
- Ochsenheimeria urella
- Ochsenheimeria vacculella
- Orthotelia sparganella
- Prays fraxinella – jesik pączkowiec
- Prays ruficeps
- Ypsolopha alpella
- Ypsolopha asperella
- Ypsolopha coriacella
- Ypsolopha dentella
- Ypsolopha falcella
- Ypsolopha horridella
- Ypsolopha lucella
- Ypsolopha mucronella
- Ypsolopha nemorella
- Ypsolopha parenthesella
- Ypsolopha persicella
- Ypsolopha scabrella
- Ypsolopha sequella
- Ypsolopha sylvella
- Ypsolopha ustella
- Ypsolopha vittella

### Zawisakowate(Sphingidae)
W Polsce 20 gatunków:
- fruczak bujankowiec (Hemaris fuciformis)
- fruczak gołąbek (Macroglossum stellatarum)
- fruczak trutniowiec (Hemaris tityus)
- nastrosz dębowiec (Marumba quercus)
- nastrosz lipowiec (Mimas tiliae)
- nastrosz osinowiec (Laothoe amurensis)
- nastrosz półpawik (Smerinthus ocellatus)
- nastrosz topolowiec (Laothoe populi)
- postojak wiesiołkowiec (Proserpinus proserpina)
- zmrocznik gładysz (Deilephila elpenor)
- zmrocznik liguryjski (Hyles livornica)
- zmrocznik oleandrowiec (Daphnis nerii)
- zmrocznik pazik (Deilephila porcellus)
- zmrocznik przytuliak (Hyles gallii)
- zmrocznik wilczomleczek (Hyles euphorbiae)
- zmrocznik winniczak (Hippotion celerio)
- zawisak borowiec (Sphinx pinastri)
- zawisak powojowiec (Agrius convolvuli)
- zawisak tawulec (Sphinx ligustri)
- zmierzchnica trupia główka (Acherontia atropos)

### Zwójkowate(Tortricidae)
W Polsce do 2011 roku stwierdzono 452 gatunki, a w 2016 baza Biodiversity Map podaje 455 gatunków:
- Acleris abietana
- Acleris aspersana
- Acleris bergmanniana
- Acleris caledoniana
- Acleris comariana
- Acleris cristana
- Acleris emargana
- Acleris ferrugana – zwójka brzozówka[58]
- Acleris fimbriana
- Acleris forsskaleana
- Acleris hastiana
- Acleris holmiana
- Acleris hyemana
- Acleris kochiella
- Acleris lacordairana
- Acleris laterana
- Acleris lipsiana
- Acleris literana
- Acleris logiana
- Acleris lorquiniana
- Acleris maccana
- Acleris nigrilineana
- Acleris notana
- Acleris quercinana
- Acleris rhombana
- Acleris roscidana
- Acleris rufana
- Acleris scabrana
- Acleris schalleriana
- Acleris sheperdana
- Acleris sparsana
- Acleris umbrana
- Acleris variegana
- Adoxophyes orana
- Aethes aurofasciana
- Aethes cnicana
- Aethes decimana
- Aethes dilucidana
- Aethes fennicana
- Aethes flagellana
- Aethes francillana
- Aethes hartmanniana
- Aethes kindermanniana
- Aethes margaritana
- Aethes moribundana
- Aethes rubigana
- Aethes rutilana
- Aethes smeathmanniana
- Aethes tesserana
- Aethes triangulana
- Aethes williana
- Agapeta hamana
- Agapeta zoegana
- Aleimma loeflingiana
- Ancylis achatana
- Ancylis apicella
- Ancylis badiana
- Ancylis comptana
- Ancylis diminutana
- Ancylis geminana
- Ancylis laetana
- Ancylis mitterbacheriana
- Ancylis myrtillana
- Ancylis obtusana
- Ancylis paludana
- Ancylis selenana
- Ancylis subarcuana
- Ancylis tineana
- Ancylis uncella
- Ancylis unculana
- Ancylis unguicella
- Ancylis upupana
- Aphelia paleana
- Aphelia unitana
- Aphelia viburnana
- Apotomis betuletana
- Apotomis capreana
- Apotomis infida
- Apotomis inundana
- Apotomis lineana
- Apotomis sauciana
- Apotomis semifasciana
- Apotomis sororculana
- Apotomis turbidana
- Archips betulana
- Archips crataegana – zwójka głogóweczka[59]
- Archips oporana – zwójka sosnówka[58]
- Archips podana
- Archips rosana
- Archips xylosteana – zwójka dębówka[58]
- Argyroploce arbutella
- Argyroploce externa
- Argyroploce lediana
- Argyroploce noricana
- Argyroploce roseomaculana
- Argyrotaenia ljungiana – zwójka siewkóweczka[58]
- Aterpia anderreggana
- Aterpia chalybeia
- Aterpia corticana
- Bactra furfurana
- Bactra lacteana
- Bactra lancealana
- Barbara herrichiana – sieciowica szyszkóweczka[58]
- Capricornia boisduvaliana
- Capua vulgana
- Celypha aurofasciana
- Celypha capreolana
- Celypha cespitana
- Celypha doubledayana
- Celypha flavipalpana
- Celypha lacunana
- Celypha rivulana
- Celypha rosaceana
- Celypha rufana
- Celypha rurestrana
- Celypha siderana
- Celypha striana
- Celypha tiedemanniana
- Celypha woodiana
- Choristoneura diversana
- Choristoneura hebenstreitella
- Choristoneura murinana – wyłogówka jedlineczka[58]
- Clepsis consimilana
- Clepsis lindebergi
- Clepsis neglectana
- Clepsis pallidana
- Clepsis rogana
- Clepsis rurinana
- Clepsis senecionana
- Clepsis spectrana
- Clepsis steineriana
- Cnephasia alticolana
- Cnephasia asseclana
- Cnephasia communana
- Cnephasia genitalana
- Cnephasia incertana
- Cnephasia longana
- Cnephasia pasiuana
- Cnephasia stephensiana
- Cochylidia heydeniana
- Cochylidia implicitana
- Cochylidia moguntiana
- Cochylidia richteriana
- Cochylidia rupicola
- Cochylidia subroseana
- Cochylimorpha alternana
- Cochylimorpha elongana
- Cochylimorpha hilarana
- Cochylimorpha straminea
- Cochylimorpha woliniana
- Cochylis atricapitana
- Cochylis dubitana
- Cochylis epilinana
- Cochylis flaviciliana
- Cochylis hybridella
- Cochylis nana
- Cochylis pallidana
- Cochylis posterana
- Cochylis roseana
- Crocidosema plebejana
- Cydia amplana – owocówka laskóweczka[58]
- Cydia cognatana
- Cydia conicolana
- Cydia coniferana
- Cydia corollana
- Cydia cosmophorana
- Cydia duplicana
- Cydia exquisitana
- Cydia fagiglandana – owocówka bukwióweczka[58]
- Cydia grunertiana
- Cydia illutana
- Cydia indivisa
- Cydia inquinatana
- Cydia intexta
- Cydia leguminana
- Cydia medicaginis
- Cydia microgrammana
- Cydia milleniana
- Cydia nigricana – wydrążka czerniejeczka[58]
- Cydia oxytropidis
- Cydia pactolana – piśmica okółkóweczka[58]
- Cydia pomonella – owocówka jabłkóweczka[2]
- Cydia splendana – owocówka żołędzióweczka[58]
- Cydia strobilella – piśmica szyszkóweczka[58]
- Cydia succedana
- Cydia zebeana – żywiczaneczka modrzewiówka[58]
- Cymolomia hartigiana
- Dichelia histrionana – zwójka świerkóweczka pędówka[58]
- Dichrorampha acuminatana
- Dichrorampha aeratana
- Dichrorampha agilana
- Dichrorampha alpinana
- Dichrorampha cacaleana
- Dichrorampha cinerascens
- Dichrorampha consortana
- Dichrorampha flavidorsana
- Dichrorampha gruneriana
- Dichrorampha incognitana
- Dichrorampha montanana
- Dichrorampha obscuratana
- Dichrorampha petiverella
- Dichrorampha plumbagana
- Dichrorampha plumbana
- Dichrorampha sedatana
- Dichrorampha sequana
- Dichrorampha simpliciana
- Dichrorampha vancouverana
- Ditula angustiorana
- Doloploca punctulana
- Eana argentana
- Eana canescana
- Eana derivana
- Eana incanana
- Eana osseana
- Eana penziana
- Enarmonia formosana
- Endothenia ericetana
- Endothenia gentianaeana
- Endothenia lapideana
- Endothenia marginana
- Endothenia nigricostana
- Endothenia oblongana
- Endothenia quadrimaculana
- Endothenia ustulana
- Epagoge grotiana
- Epiblema costipunctana
- Epiblema foenella
- Epiblema grandaevana
- Epiblema graphana
- Epiblema hepaticana
- Epiblema inulivora
- Epiblema junctana
- Epiblema scutulana
- Epiblema similana
- Epiblema simploniana
- Epiblema sticticana
- Epiblema turbidana
- Epinotia abbreviana
- Epinotia bilunana
- Epinotia brunnichiana
- Epinotia caprana
- Epinotia crenana
- Epinotia cruciana
- Epinotia demarniana
- Epinotia fraternana – wydrążka igłóweczka[58]
- Epinotia granitana
- Epinotia immundana
- Epinotia kochiana
- Epinotia maculana
- Epinotia mercuriana
- Epinotia nanana – zwójka świerkóweczka karłowata[58]
- Epinotia nemorivaga
- Epinotia nigricana
- Epinotia nisella
- Epinotia pusillana
- Epinotia pygmaeana – zwójka świerkóweczka[58], zwójka gniazdówka[59]
- Epinotia ramella
- Epinotia rubiginosana
- Epinotia signatana
- Epinotia solandriana
- Epinotia sordidana
- Epinotia subocellana
- Epinotia subsequana
- Epinotia tedella
- Epinotia tedella – wydrążka świerkóweczka[58]
- Epinotia tenerana
- Epinotia tetraquetrana
- Epinotia trigonella
- Eriopsela quadrana
- Eucosma aemulana
- Eucosma albidulana
- Eucosma aspidiscana
- Eucosma balatonana
- Eucosma campoliliana
- Eucosma cana
- Eucosma conterminana
- Eucosma hohenwartiana
- Eucosma lacteana
- Eucosma messingiana
- Eucosma metzneriana
- Eucosma obumbratana
- Eucosma pupillana
- Eucosma scorzonerana
- Eucosma wimmerana
- Eucosmomorpha albersana
- Eudemis porphyrana
- Eudemis profundana
- Eulia ministrana
- Eupoecilia ambiguella – zwójka kwasigroneczka, pańdrożyca dwuznaczneczka[59]
- Eupoecilia angustana
- Eupoecilia cebrana
- Eupoecilia sanguisorbana
- Exapate congelatella
- Falsenuncaria degreyana
- Falsenuncaria ruficiliana
- Fulvoclysia nerminae
- Gibberifera simplana
- Grapholita andabatana
- Grapholita caecana
- Grapholita compositella
- Grapholita coronillana
- Grapholita delinella
- Grapholita discretana
- Grapholita fissana
- Grapholita funebrana – owocówka śliwkóweczka
- Grapholita gemmiferena
- Grapholita internana
- Grapholita janthinana
- Grapholita jungiella
- Grapholita lathyrana
- Grapholita lobarzewskii
- Grapholita lunulana
- Grapholita nebritana
- Grapholita nigrostriana
- Grapholita orobana
- Grapholita pallifrontana
- Grapholita tenebrosana
- Gravitarmata margarotana
- Gynnidomorpha alismana
- Gynnidomorpha minimana
- Gynnidomorpha permixtana
- Gynnidomorpha vectisana
- Gypsonoma aceriana
- Gypsonoma dealbana
- Gypsonoma minutana
- Gypsonoma nitidulana
- Gypsonoma oppressana
- Gypsonoma sociana
- Hedya dimidiana
- Hedya dimidioalba
- Hedya nubiferana
- Hedya ochroleucana
- Hedya pruniana
- Hedya salicella
- Isotrias rectifasciana
- Lathronympha strigana
- Lobesia abscisana
- Lobesia artemisiana
- Lobesia bicinctana
- Lobesia botrana
- Lobesia euphorbiana
- Lobesia occidentis
- Lobesia reliquana
- Lobesia virulenta
- Lozotaenia forsterana
- Metendothenia atropunctana
- Neosphaleroptera nubilana
- Notocelia cynosbatella
- Notocelia incarnatana
- Notocelia roborana
- Notocelia rosaecolana
- Notocelia tetragonana
- Notocelia trimaculana
- Notocelia uddmanniana
- Olethreutes arcuella
- Olethreutes subtilana
- Olindia schumacherana
- Orthotaenia undulana
- Pammene agnotana
- Pammene albuginana
- Pammene argyrana
- Pammene aurana
- Pammene aurita
- Pammene fasciana
- Pammene gallicana
- Pammene gallicolana
- Pammene germmana
- Pammene giganteana
- Pammene ignorata
- Pammene insulana
- Pammene obscurana
- Pammene ochsenheimeriana
- Pammene populana
- Pammene regiana
- Pammene rhediella
- Pammene spiniana
- Pammene splendidulana
- Pammene suspectana
- Pammene trauniana
- Pandemis cerasana
- Pandemis cinnamomeana
- Pandemis corylana
- Pandemis dumetana
- Pandemis heparana – zwójkówka sadówka[59]
- Paramesia gnomana
- Pelochrista caecimaculana
- Pelochrista decolorana
- Pelochrista huebneriana
- Pelochrista infidana
- Pelochrista modicana
- Periclepsis cinctana
- Phalonidia curvistrigana
- Phalonidia gilvicomana
- Phalonidia manniana
- Phaneta pauperana
- Phiaris bipunctana
- Phiaris dissolutana
- Phiaris metallicana
- Phiaris micana
- Phiaris obsoletana
- Phiaris palustrana
- Phiaris schaefferana
- Phiaris schulziana
- Phiaris scoriana
- Phiaris stibiana
- Phiaris turfosana
- Phiaris umbrosana
- Philedone gerningana
- Philedonides lunana
- Phtheochroa inopiana
- Phtheochroa pulvillana
- Phtheochroa rugosana
- Phtheochroa schreibersiana
- Phtheochroa sodaliana
- Piniphila bifasciana
- Pristerognatha fuligana
- Pristerognatha penthinana
- Prochlidonia amiantana
- Pseudargyrotoza conwagana
- Pseudococcyx mughiana
- Pseudococcyx posticana
- Pseudococcyx turionella – zwójka odrośleczka[58]
- Pseudohermenias abietana – zwójka hercyńska[58]
- Pseudosciaphila branderiana
- Ptycholoma lecheana
- Ptycholomoides aeriferana
- Retinia perangustana
- Retinia resinella – zwójka żywiczaneczka[58]
- Rhopobota myrtillana
- Rhopobota naevana
- Rhopobota stagnana
- Rhopobota ustomaculana
- Rhyacionia buoliana – zwójka sosnóweczka[2]
- Rhyacionia duplana – zwójka pędówka[58]
- Rhyacionia pinicolana
- Rhyacionia pinivorana
- Selenodes karelica
- Sparganothis pilleriana
- Sparganothis rubicundana
- Spatalistis bifasciana
- Spilonota laricana
- Spilonota ocellana
- Stictea mygindana
- Strophedra nitidana
- Strophedra weirana
- Syndemis musculana
- Thiodia citrana
- Thiodia torridana
- Tortricodes alternella
- Tortrix viridana – zwójka zieloneczka[58]
- Xerocnephasia rigana
- Zeiraphera griseana – wskaźnica modrzewianeczka[58]
- Zeiraphera isertana
- Zeiraphera ratzeburgiana – zwójka Ratzeburga[58]
- Zeiraphera rufimitrana – wskaźnica jedliczanka[58]